# Plusiophaes bipuncta
Plusiophaes bipuncta là một loài bướm đêm trong họ Noctuidae.